# Tupolew Tu-107
Die Tupolew Tu-107 (russisch Туполев Ту-107) war ein von der Tu-104 abgeleitetes militärisches Truppentransportflugzeug, das auch als Absetzflugzeug für Fallschirmjäger und als Lazarettflugzeug vorgesehen war. Dafür wurde eine Tu-104 mit einer Heckrampe, darüber liegendem Waffenstand und für den Einsatzzweck angepasster Ausrüstung versehen. Der Erstflug der einen umgebauten Tu-104 erfolgte im September 1958. Nach einer kritischen Prüfung durch das sowjetische Militär wurde das Flugzeug wegen seiner hohen Mindestgeschwindigkeit als ungeeignet für das Absetzen von Fallschirmspringern deklariert, was das Aus für die weitere Entwicklung Maschine bedeutete. Die Maschine wurde wieder zurückgebaut und als Transporter hochrangiger Würdenträger genutzt.
Ein weiterer auf Basis der Tu-104 projektierter Entwurf analog zur Tu-107 wurde aus der vierstrahligen Tu-110 als militärischer Frachter mit absenkbarer Laderampe und Zwillingskanone im Heck unter der Bezeichnung Tu-117 abgeleitet. Dieser wurde aber nicht verwirklicht.

## Technische Daten
| Kenngröße             | Daten                                                                 |
| --------------------- | --------------------------------------------------------------------- |
| Länge                 | 38,85 m                                                               |
| Spannweite            | 34,54 m                                                               |
| max. Startmasse       | 76.000 kg                                                             |
| Zuladung              | ≈150 Mann + 10 t Ausrüstung oder 70 Fallschirmspringer oder 70 Betten |
| Antrieb               | 2 Strahltriebwerke RD-3M mit je 93,2 kN Schub                         |
| Höchstgeschwindigkeit | 970 km/h                                                              |
| Einsatzreichweite     | ca. 2.740 km                                                          |
| Gipfelhöhe            | 11.200 m                                                              |
| Landestrecke          | 1.850 m                                                               |